# Макташи (Жетисайський район)
Макташи́ (каз. Мақташы) — село у складі Жетисайського району Туркестанської області Казахстану. Входить до складу Атамекенського сільського округу.
У радянські часи село називалось Отділення № 5 совхоза імені 40 ліття Узбецької ССР або Махташи.
Населення — 765 осіб (2021; 924 у 2009, 779 у 1999, 589 у 1989).